# Opharus lehmanni
Opharus lehmanni là một loài bướm đêm thuộc phân họ Arctiinae, họ Erebidae.